# Coteaux (ort)
Coteaux är en ort i Haiti.   Den ligger i departementet Sud, i den sydvästra delen av landet, 180 km väster om huvudstaden Port-au-Prince. Coteaux ligger 12 meter över havet och antalet invånare är 2 065.
Terrängen runt Coteaux är huvudsakligen kuperad, men åt sydost är den platt. Havet är nära Coteaux åt sydväst. Runt Coteaux är det tätbefolkat, med 331 invånare per kvadratkilometer. Närmaste större samhälle är Arniquet, 18,8 km öster om Coteaux. Omgivningarna runt Coteaux är en mosaik av jordbruksmark och naturlig växtlighet.